# Saint-Privat (Ardèche)
Saint-Privat ist eine französische Gemeinde mit 1664 Einwohnern (Stand 1. Januar 2022) im Département Ardèche in der Region Auvergne-Rhône-Alpes; sie gehört zum Arrondissement Largentière und zum Kanton Aubenas-2.

## Geographie
Die Gemeinde liegt in den nordöstlichen Ausläufern der Cevennen, im Ballungszentrum nordöstlich von Aubenas, rund 30 Kilometer westlich von Montélimar und 50 Kilometer südwestlich von Valence. Sie ist Teil des Regionalen Naturparks Monts d’Ardèche. Nachbargemeinden von Saint-Privat sind:  
- Saint-Julien-du-Serre im Norden
- Vesseaux im Nordosten
- Lussas im Südosten
- Saint-Didier-sous-Aubenas im Süden
- Aubenas im Südwesten und
- Ucel im Westen.

Der Fluss Luol quert von Norden kommend den Ort und mündet knapp unterhalb davon in den an der südlichen Gemeindegrenze verlaufenden Fluss Ardèche.

### Verkehrsanbindung
Das Gemeindegebiet wird von der Départementsstraße D104 versorgt, die von Aubenas nach Privas führt. Die Départementstraße D259 führt den Luol entlang nach Norden in die Berge der Monts d’Ardèche.
Der nächstgelegene Flugplatz Aerodrome d’Aubenas-Ardèche befindet sich etwa 10 Kilometer entfernt in Aubenas, Anschluss an die Eisenbahnstrecke von Marseille nach Lyon findet man am Bahnhof von Montélimar.

## Bevölkerungsentwicklung
| Jahr                       | 1968 | 1975 | 1982 | 1990 | 1999 | 2006 | 2018 |
| Einwohner                  | 922  | 1018 | 1129 | 1359 | 1427 | 1518 | 1711 |
| Quellen: Cassini und INSEE |      |      |      |      |      |      |      |